# Kuno Cirque
Il Kuno Cirque è un circo glaciale riempito da un ghiacciaio, situato tra il Ghiacciaio Glen e il Murchison Cirque, nella parte meridionale dei Monti Read, che fanno parte della Catena di Shackleton, nella Terra di Coats in Antartide. 
Nel 1967 fu effettuata una ricognizione aerofotografica da parte degli aerei della U.S. Navy. Un'ispezione al suolo fu condotta dalla British Antarctic Survey (BAS) nel periodo 1968-71.
Ricevette l'attuale denominazione nel 1971 dal Comitato britannico per i toponimi antartici (UK-APC), in onore del professor Hisashi Kuno (1910–69), petrologo giapponese che aveva studiato i magma basaltici.